# Teine, Sapporo
Teine (手稲区 Teine-ku) là quận thuộc thành phố Sapporo, phó tỉnh Ishikari, Hokkaidō, Nhật Bản. Tính đến ngày 1 tháng 10 năm 2020, dân số ước tính của quận là 142.625 người và mật độ dân số là 2.500 người/km2. Tổng diện tích của quận là 56,77 km2.

## Địa lý

### Khí hậu
| Dữ liệu khí hậu của Teine, Sapporo       | Dữ liệu khí hậu của Teine, Sapporo | Dữ liệu khí hậu của Teine, Sapporo | Dữ liệu khí hậu của Teine, Sapporo | Dữ liệu khí hậu của Teine, Sapporo | Dữ liệu khí hậu của Teine, Sapporo | Dữ liệu khí hậu của Teine, Sapporo | Dữ liệu khí hậu của Teine, Sapporo | Dữ liệu khí hậu của Teine, Sapporo | Dữ liệu khí hậu của Teine, Sapporo | Dữ liệu khí hậu của Teine, Sapporo | Dữ liệu khí hậu của Teine, Sapporo | Dữ liệu khí hậu của Teine, Sapporo | Dữ liệu khí hậu của Teine, Sapporo |
| Tháng                                    | 1                                  | 2                                  | 3                                  | 4                                  | 5                                  | 6                                  | 7                                  | 8                                  | 9                                  | 10                                 | 11                                 | 12                                 | Năm                                |
| ---------------------------------------- | ---------------------------------- | ---------------------------------- | ---------------------------------- | ---------------------------------- | ---------------------------------- | ---------------------------------- | ---------------------------------- | ---------------------------------- | ---------------------------------- | ---------------------------------- | ---------------------------------- | ---------------------------------- | ---------------------------------- |
| Cao kỉ lục °C (°F)                       | 9.3 (48.7)                         | 10.7 (51.3)                        | 17.9 (64.2)                        | 29.2 (84.6)                        | 33.5 (92.3)                        | 33.3 (91.9)                        | 37.1 (98.8)                        | 36.0 (96.8)                        | 33.8 (92.8)                        | 27.3 (81.1)                        | 22.4 (72.3)                        | 15.0 (59.0)                        | 37.1 (98.8)                        |
| Trung bình ngày tối đa °C (°F)           | −0.4 (31.3)                        | 0.2 (32.4)                         | 4.0 (39.2)                         | 11.3 (52.3)                        | 17.7 (63.9)                        | 21.5 (70.7)                        | 25.1 (77.2)                        | 26.3 (79.3)                        | 22.9 (73.2)                        | 16.5 (61.7)                        | 8.8 (47.8)                         | 1.9 (35.4)                         | 13.0 (55.4)                        |
| Trung bình ngày °C (°F)                  | −3.7 (25.3)                        | −3.3 (26.1)                        | 0.4 (32.7)                         | 6.5 (43.7)                         | 12.2 (54.0)                        | 16.2 (61.2)                        | 20.3 (68.5)                        | 21.6 (70.9)                        | 17.8 (64.0)                        | 11.4 (52.5)                        | 4.7 (40.5)                         | −1.3 (29.7)                        | 8.6 (47.4)                         |
| Tối thiểu trung bình ngày °C (°F)        | −7.7 (18.1)                        | −7.7 (18.1)                        | −3.8 (25.2)                        | 1.6 (34.9)                         | 7.1 (44.8)                         | 11.9 (53.4)                        | 16.4 (61.5)                        | 17.5 (63.5)                        | 12.8 (55.0)                        | 6.1 (43.0)                         | 0.5 (32.9)                         | −5.0 (23.0)                        | 4.1 (39.4)                         |
| Thấp kỉ lục °C (°F)                      | −20.9 (−5.6)                       | −20.3 (−4.5)                       | −17.6 (0.3)                        | −9.7 (14.5)                        | −1.5 (29.3)                        | 0.9 (33.6)                         | 7.2 (45.0)                         | 8.2 (46.8)                         | 1.8 (35.2)                         | −2.7 (27.1)                        | −9.9 (14.2)                        | −16.7 (1.9)                        | −20.9 (−5.6)                       |
| Lượng Giáng thủy trung bình mm (inches)  | 84.9 (3.34)                        | 66.5 (2.62)                        | 53.4 (2.10)                        | 46.7 (1.84)                        | 51.9 (2.04)                        | 52.1 (2.05)                        | 86.3 (3.40)                        | 122.0 (4.80)                       | 131.8 (5.19)                       | 101.8 (4.01)                       | 107.4 (4.23)                       | 93.3 (3.67)                        | 998.0 (39.29)                      |
| Số ngày giáng thủy trung bình (≥ 1.0 mm) | 18.5                               | 15.0                               | 13.0                               | 8.9                                | 8.9                                | 8.1                                | 8.4                                | 9.9                                | 10.7                               | 12.8                               | 15.9                               | 17.0                               | 147.1                              |
| Số giờ nắng trung bình tháng             | 78.9                               | 88.6                               | 144.2                              | 181.3                              | 195.3                              | 165.5                              | 161.6                              | 171.1                              | 162.8                              | 142.9                              | 94.3                               | 76.7                               | 1.668,1                            |
| Nguồn: Cục Khí tượng Nhật Bản            |                                    |                                    |                                    |                                    |                                    |                                    |                                    |                                    |                                    |                                    |                                    |                                    |                                    |

## Giao thông

### Đường sắt
- Tuyến Hakodate chính: Hoshimi - Hoshioki - Inaho - Teine - Inazumi-Kōen

### Cao tốc/Xa lộ
- Cao tốc Sasson: Sapporo-nishi IC - Teine IC - Kanayama PA
- Quốc lộ 5